# Judith Love Cohen
Judith Love Cohen (New York, 16 agosto 1933 – Culver City, 25 luglio 2016) è stata un'ingegnere aerospaziale, editrice e scrittrice statunitense, nota per il suo lavoro per la NASA, soprattutto per il suo fondamentale contributo al salvataggio dell'Apollo 13.
Altri progetti a cui prese parte, oltre al programma Apollo, furono il telescopio Hubble e il missile LGM-30 Minuteman. Dopo essere andata in pensione, fondò una casa editrice per la quale pubblicò oltre venti titoli diretti ai bambini. È inoltre ricordata come madre dell'ingegnere informatico Neil Siegel e del cantante e attore Jack Black.

## Biografia

### Origini
Judith Love Cohen nacque il 16 agosto 1933 a Brooklyn, New York, da Morris Bernard Cohen e Sarah Roisman, entrambi ebrei. Fin da piccola, mostrò spiccate doti matematiche: in quinta elementare, i compagni la pagavano perché facesse i loro compiti e, crescendo, decise di voler diventare insegnante di matematica, malgrado spesso fosse l'unica ragazza ammessa ai corsi. 
A 19 anni vinse una borsa di studio per il Brooklyn College e iniziò anche una carriera parallela di ballerina al New York Metropolitan Opera Ballet. Sebbene avesse scelto di specializzarsi in matematica, presto si rese conto di preferire ingegneria. Dopo due anni, Judith si laureò, sposò un suo compagno di corso e si trasferì in California, dove lavorò per la North American Aviation, mentre di notte proseguiva i suoi studi alla University of Southern California: secondo le sue dichiarazioni, arrivò alla fine degli studi senza aver mai conosciuto un'altra studentessa di ingegneria. Alla fine, conseguì laurea e master  alla USC Viterbi School of Engineering, rispettivamente nel 1957 e 1962, e divenne membro del suo comitato consultivo per l'ingegneria aerospaziale. 
Nel 1982, conseguì un'ulteriore laurea in ingegneria esecutiva alla University of California. 

### Carriera
Judith lavorò per la North American Aviation dal 1952 fino al suo pensionamento nel 1990. Venne inserita in una serie di progetti di alto profilo per la NATO, in particolare il computer guida del missile Minuteman, il telescopio Hubble e l'Abort-Guidance System (SAG) nell'ambito del programma Apollo. Il lavoro di Judith sul SAG si rivelò fondamentale nel ritorno dell'Apollo 13, quando l'esplosione di un serbatoio mise in pericolo la vita dell'equipaggio nella fase di rientro del modulo. Judith, in ospedale per partorire il suo quarto figlio, eseguì i calcoli necessari alla correzione di rotta che rese possibile il rientro in sicurezza degli astronauti. Secondo suo figlio Neil, Judith considerava la missione Apollo il culmine della sua carriera. 
Una volta in pensione, Judith, insieme al suo terzo marito, fondò la casa editrice Cascade Pass, con cui pubblicò numerosi titoli per bambini e bambine, di stampo femminista, scientifico ed ecologico. I titoli di Judith hanno venduto oltre 100.000 copie. 
La Cascade Press pubblicò inoltre The Women of Apollo, scritto da Robyn Friend, nuora di Judith come moglie di suo figlio Neal. Il testo, sempre diretto ai bambini, riunisce le biografie di quattro donne coinvolte nel programma Apollo, Judith inclusa (le altre tre sono Barbara "Bobbie" Johnson, Ann Dickson e Ann Maybury). 

### Morte
Judith Love Cohen morì il 25 luglio 2016 a Culver City, California, dopo una breve lotta contro il cancro. Venne sepolta nell'Eden Memorial Park Cemetery.

## Vita privata
Judith Love Cohen si sposò tre volte. 
A metà degli anni '50 sposò il suo collega Bernard Siegel, che aveva conosciuto durante il primo anno al Brooklyn College. Ebbero tre figli: Neil, ingegnere informatico, Howard, che morì a 36 anni nel 1991 a causa dell'AIDS, e Rachel Siegel. La coppia divorziò a metà degli anni '60. 
Poco dopo, Judith si risposò con Thomas "Tom" William Black, che si convertì al giudaismo per lei. Ebbero un figlio, Thomas Jacob, musicista e attore col nome "Jack Black". Dopo la morte di Judith, venne reso noto che la donna aveva risolto i calcoli necessari al salvataggio dell'Apollo 13. 
La coppia divorziò a fine anni '70. 
Agli inizi degli anni '80, Judith si sposò per l'ultima volta, con l'illustratore David A. Katz, che fondò con lei la Cascade Press e illustrò i suoi libri. Rimasero sposati per 35 anni, fino alla morte di Judith nel 2016, per cancro.

## Onorificenze
- USA Distinguished Literary Contributions Award (maggio 2014, IEEE) - per la sua promozione delle discipline STEM fra i bambini e, in particolare, le bambine[8].

## Pubblicazioni

### SerieClean
- Judith Love Cohen, A Clean Sea: The Rachel Carson Story, 2002, ISBN 978-1880599624.
- Judith Love Cohen e Robyn Friend, A Clean Sky: The Global Warming Story, 2007, ISBN 978-1880599822.
- Judith Love Cohen e Robyn Friend, A Clean City: The Green Construction Story, 2008, ISBN 978-1880599846.
- Judith Love Cohen e Robyn Friend, A Clean Earth: The Geothermal Story, 2010, ISBN 978-1-880599-98-3.
- Judith Love Cohen e Robyn Friend, A Clean Planet: The Solar Power Story, 2010, ISBN 978-1880599877.
- Judith Love Cohen e Robyn Friend, A Cleaner Port, a Brighter Future, 2013, ISBN 978-1935999003.
- Judith Love Cohen e Robyn Friend, Future Engineering: The Clean Water Challenge, 2015, ISBN 978-1935999089.

### SerieYou can be
- Judith Love Cohen, You Can Be a Woman Architect, 1992, ISBN 978-1-880599-04-4.
- Judith Love Cohen, You Can Be a Woman Zoologist, 1992, ISBN 978-1-880599-56-3.
- Judith Love Cohen, You Can Be a Woman Paleontologist, 1993, ISBN 978-1-880599-43-3.
- Judith Love Cohen, You Can Be a Woman Oceanographer, 1994, ISBN 978-1-880599-66-2.
- Judith Love Cohen, You Can Be a Woman Engineer, 1995, ISBN 978-1-880599-19-8.
- Judith Love Cohen, You Can Be a Woman Astronomer, 1995, ISBN 978-1-880599-17-4.
- Judith Love Cohen, You Can Be a Woman Cardiologist, 1996, ISBN 978-1-880599-18-1.
- Judith Love Cohen, You Can Be a Woman Basketball Player, 1999, ISBN 978-1-880599-40-2.
- Judith Love Cohen, You Can Be a Woman Egyptologist, 1999, ISBN 978-1-880599-45-7.
- Judith Love Cohen, You Can Be a Woman Botanist, 1999, ISBN 978-1-880599-31-0.
- Judith Love Cohen, You Can Be a Woman Soccer Player, 2000, ISBN 978-1-880599-49-5.
- Judith Love Cohen, You Can Be a Woman Softball Player, 2000, ISBN 978-1-880599-47-1.
- Judith Love Cohen, You Can Be a Woman Marine Biologist, 2001, ISBN 978-1-880599-53-2.
- Judith Love Cohen, You Can Be a Woman Meteorologist, 2002, ISBN 978-1-880599-58-7.
- Judith Love Cohen, You Can Be a Woman Entomologist, 2002, ISBN 978-1-880599-60-0.
- Judith Love Cohen, You Can Be a Woman Animator, 2004, ISBN 978-1-880599-70-9.
- Judith Love Cohen, You Can Be a Woman Makeup Artist or Costume Designer, 2005, ISBN 978-1-880599-76-1.
- Judith Love Cohen, You Can Be a Woman Chemist, 2005, ISBN 978-1-880599-72-3.
- Judith Love Cohen, You Can Be a Woman Video Game Producer, 2005, ISBN 978-1-880599-73-0.

### Altri
- Judith Love Cohen e Robyn Friend, Electricity and You: Be Smart, Be Safe, illustrazioni di David Katz, 2012, ISBN 978-1-935999-02-7.